# Oxford Records
Oxford Records war ein Schallplattenlabel in den Vereinigten Staaten von Amerika, das ungefähr von 1906 bis 1916 aktiv war. Das Label wurde für Sears von mehreren Labels produziert, darunter Columbia und Albany Indestructible Cylinders für Zylinder und Leeds & Catlin, Zon-O-Phone und Columbia für Scheiben. Sears hat keine Aufnahmeaktivitäten durchgeführt. Alle Scheiben waren einseitig.

## Geschichte

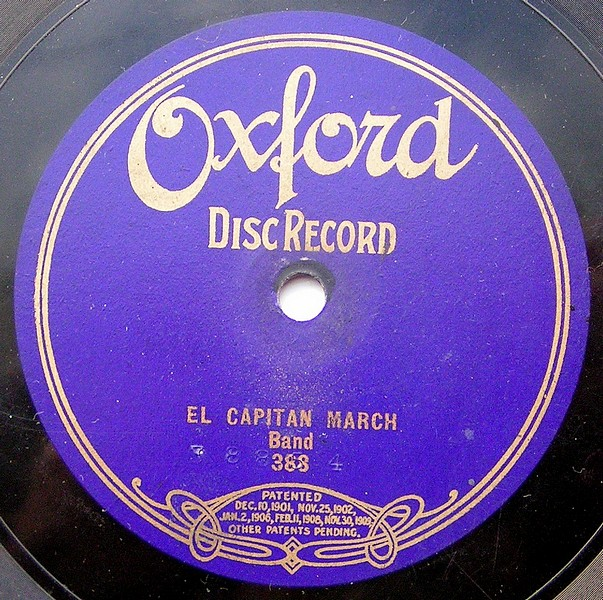
Oxford Disk 388 von Columbia

1906 führte Sears die Oxford-Disk ein, um die frühere Marke Harvard zu ersetzen. Diese Scheiben in den Serien 11000 und 16000 wurden von Leeds & Catlin produziert. Der Sears-Katalog von 1908 führte 7-Zoll-Scheiben zum Preis von 21 Cent ein, die von Columbia gepresst und in der Serie 7000 nummeriert wurden. 1909 wurden 10-Zoll-Scheiben von Zonophone eingeführt, die für 30 Cent im Einzelhandel verkauft wurden. Im Herbst 1911 kehrte Sears zu Columbia für Pressungen zurück. Diese späteren Scheiben sind am häufigsten zu finden. Die Marke wurde 1916 zugunsten der neuen Marke Silvertone ausgemustert, obwohl noch Ende 1917 Schallplatten mit dem Oxford-Label versandt wurden. Aufnahmen, die auf dem Oxford-Label erscheinen, könnten irgendwann zwischen 1901 und 1916 aufgenommen worden sein. Die Take-Nummer ist wichtig für die Datierung der Aufnahme, insbesondere bei Columbia-Pressungen. Cal Stewarts „I'm Old But I'm Awfully Tough“ (Oxford 22) erschien erstmals 1901 bei Columbia, aber die ausgegebene Take-Nummer wurde wahrscheinlich viel später aufgenommen.

## Repertoire
Die Oxford-Scheiben enthalten dasselbe Material wie von der produzierenden Firma veröffentlicht. Zum größten Teil waren die veröffentlichten Titel populäre Stücke, die voraussichtlich über einen längeren Zeitraum verkauft werden konnten. Es wurden auch einige Seiten aus Columbias ethnischer Matrix-Serie veröffentlicht. Die Künstler sind meist generisch (d. h. „Band“, „Banjo-Solo“ „Bariton“) für die früheren Pressungen. Dies waren die Studioensembles der Aufnahmegesellschaft und Musiker, die damals häufig von allen Schallplattenfirmen verwendet wurden, wie Vess Ossman und Arthur Collins. Spätere Columbia-Pressungen gaben oft Künstlerkredite, wenn solche Künstler zu diesem Zeitpunkt nicht exklusiv bei Columbia unter Vertrag standen.